# Antony Prince Panengaden
Antony Prince Panengaden (* 13. Mai 1976 in Arimpur, Kerala, Indien) ist ein indischer Geistlicher und syro-malabarischer Bischof von Shamshabad.

## Leben
Antony Prince Panengaden empfing am 25. April 2007 das Sakrament der Priesterweihe für die Eparchie Adilabad.
Am 6. August 2015 ernannte ihn Papst Franziskus zum Bischof von Adilabad. Die Bischofsweihe spendete ihm der Großerzbischof von Ernakulam-Angamaly, George Kardinal Alencherry, am 29. Oktober desselben Jahres. Mitkonsekratoren waren der Apostolische Nuntius in Indien, Erzbischof Salvatore Pennacchio, und sein Amtsvorgänger Joseph Kunnath CMI.
Die Synode der syro-malabarischen Bischöfe wählte ihn zum Bischof von Shamshabad. Papst Franziskus bestätigte diese Wahl am 30. August 2024. Die Amtseinführung erfolgte am 10. November desselben Jahres.